# Roshanak Motman
Roshanak Lina Motman, född 16 augusti 1979, är en svensk entreprenör och företagsledare inom telekom, media och musik. 

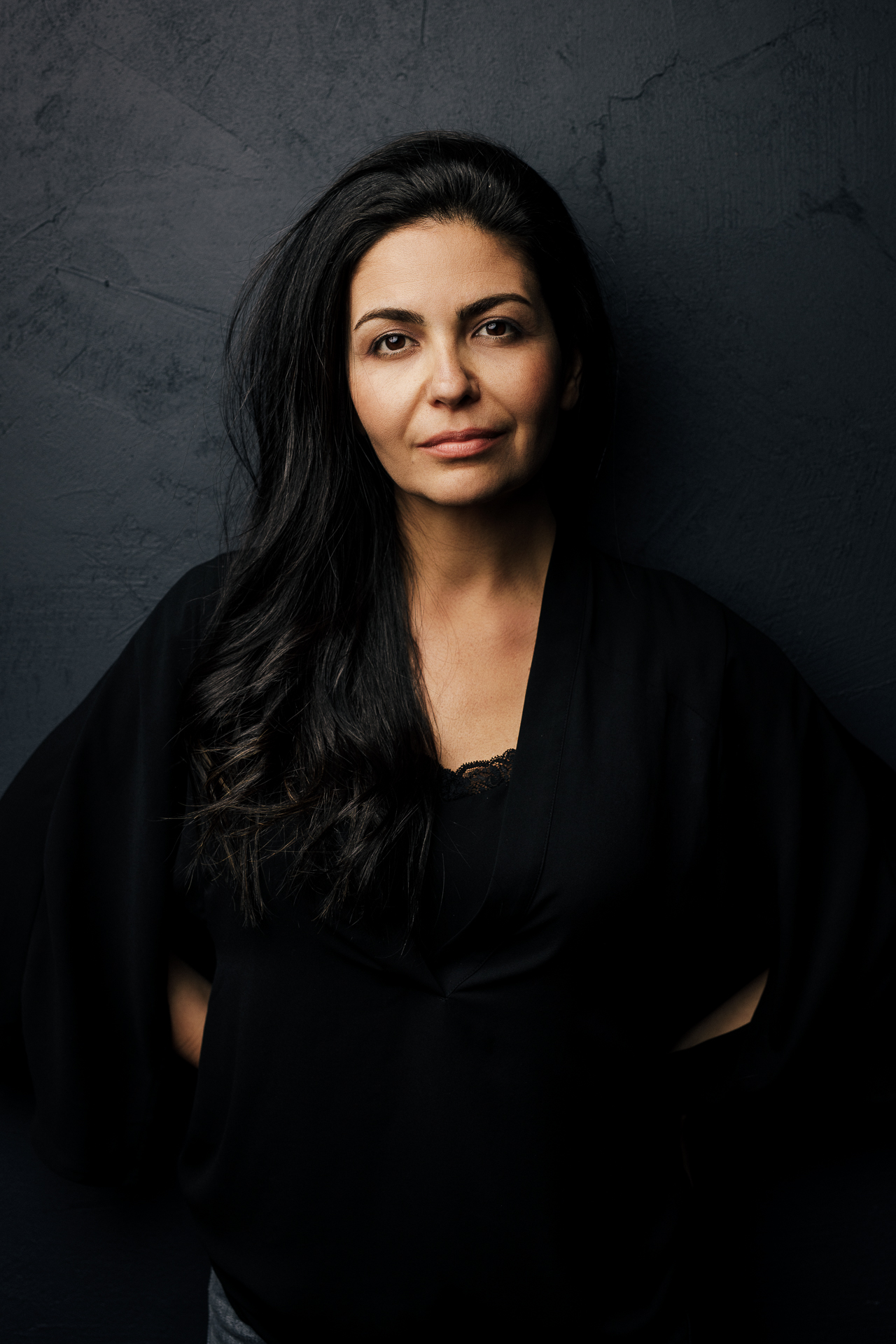
Roshi Motman

## Biografi
Roshanak Motman studerade elektroteknik och företagsutveckling vid Chalmers tekniska högskola i Göteborg.
Motman har lång erfarenhet av att arbeta i ledande befattningar med olika företag inom Kinnevik Group, en betydande investerare i Millicom. Hon bland annat ansvarig för utvecklingen av mobilunderhållning på Modern Times Group, moderbolag till TV-kanalen Viasat. År 2014 var hon den första kvinnan någonsin att bli VD för Kinnevikägda Tigo i Ghana .
Sedan 2022 är Motman VD för Amuse, ett globalt musikbolag som erbjuder distribution av digital musik, artistnära tjänster, finansiering och licensavtal till artister. Hon var även en av företagets första ängelinvesterare år 2016. Under Motmans ledning har Amuses omsättning och intäkter ökat, med avsevärt minskade förluster, samt vuxit sig till en av de topp fem största DIY-distributörerna globalt räknat på marknadsandel (2023). Företaget listades år 2023 av branschtidningen Musikindustrin som Sveriges åttonde största musiktechföretag baserat på omsättning, efter bolag som Spotify, Dolby och Epidemic Sound.